# Мигії (метеорит)
Метеорит Мигії (Migei, Mighei, Migheja) — кам'яний, вуглецевий хондрит вагою 7 кг 948 грамів.
Падіння метеориту відбулося 6 червня (21 червня за новим стилем) 1889 року поблизу села Мигія Первомайського району Миколаївської області о 20 годині 30 хвилин.
При досконалому вивченні метеориту Мигії було виділено новий тип метеоритної речовини, що отримала назву СМ хондритів.
У сучасній українській літератері це явище згадане у новелі Сергія Мисько «Мигіївський метеорит».